# 오스트도이치 철도

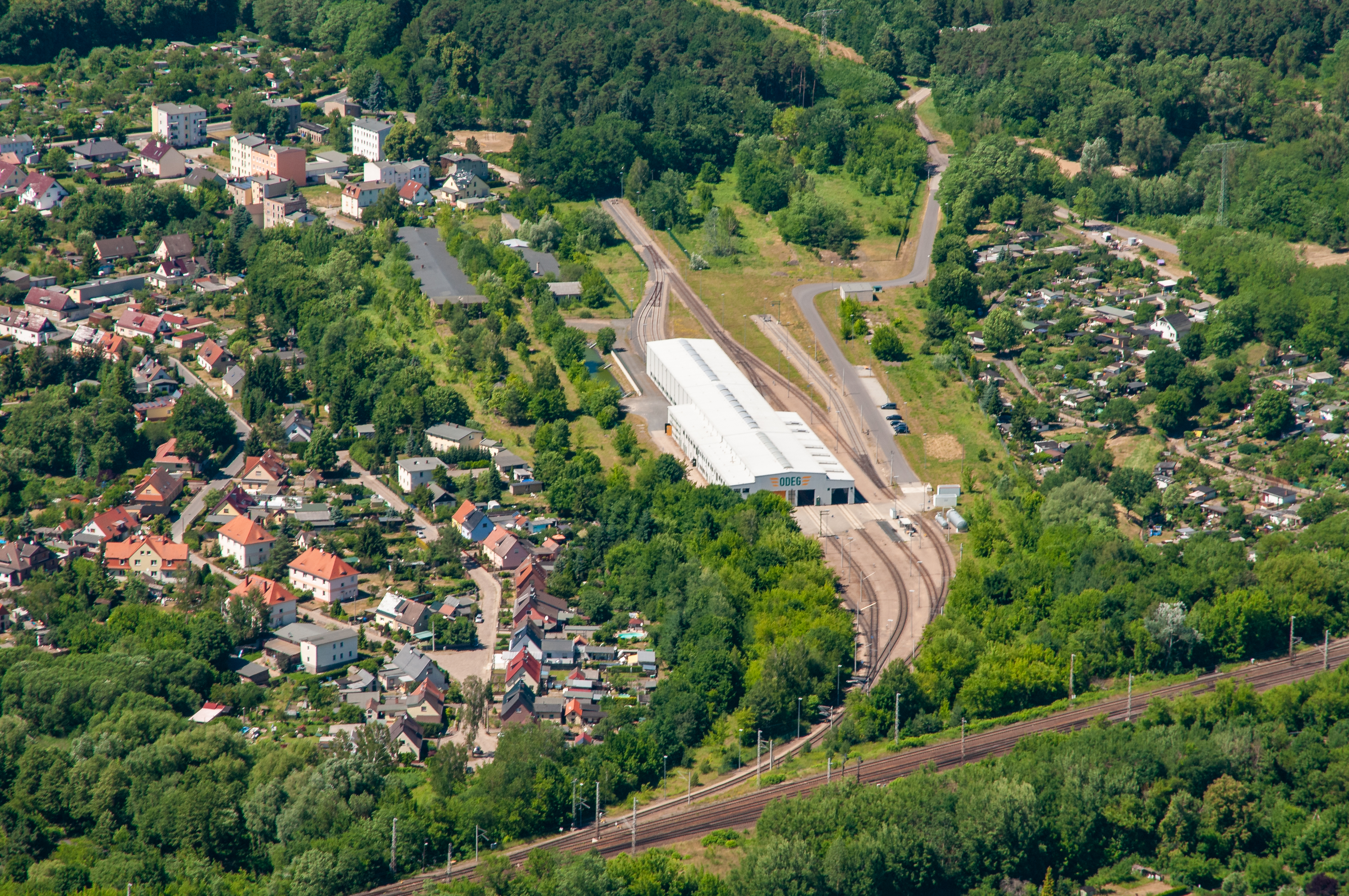
에베르스발데 쿠퍼하머에 있는 차량 기지

오스트도이치 철도(독일어: Ostdeutsche Eisenbahn GmbH, ODEG)는 2002년 6월에 설립된 독일의 철도 회사이다. BeNEX와 프리그니츠 철도(네티네라 그룹의 자회사)에서 각각 50%씩 출자하여 설립되었다. 베를린/브란덴부르크주, 메클렌부르크포어포메른주, 작센주 지역에서 철도 노선 13개를 운영하고 있으며, 이 중 4개는 레기오날엑스프레스 노선이다. ODEG는 독일 연방 및 비연방 철도 운임 협회(TBNE)의 회원사이다.

## 기업
ODEG의 직원 수는 700명이고 연간 열차 운행 거리는 약 1300만 킬로미터이다. 2005년부터 일부 직원은 철도 차량의 유지 보수와 청소를 담당하기 위하여 에베르스발데에 설립한 완전 자회사인 Ostdeutsche Instandhalrungsgesellschaft mbH(ODIG)에 소속되어 있다.

## 근교 철도
ODEG에서 최초로 운영권을 얻은 노선은 메클렌부르크 남부의 두 개 노선이다. 한 노선은 하게노, 루트비히스루스트, 파르힘, 바렌 (뮈리츠), 노이슈트렐르츠를 이으며, 다른 노선은 노이슈트렐리츠에서 미로를 잇는다. 2004년 메클렌부르크포어포메른주의 RE 노선 운영권 입찰에 참여하였으나 경쟁사인 DB 레기오에 패배했다. 같은 해에 브란덴부르크 동부 지역 노선 일부의 운영권을 인수했다.
ODEG는 2006/7년 브란덴부르크주의 철도 교통의 4.85%를 담당했다.
ODEG는 오버라우지츠 니더슐레지엔 교통조합(VON) 및 베를린 브란덴부르크 교통조합(VBB)의 공동 입찰전에서 슈프레 나이세 노선(Spree-Neiße-Netz)의 운영권을 2008년 12월부터 획득했다.
2009년에는 2008년에 시작된 VBB의 슈타트반 노선(Netz Stadtbahn)의 패키지 2, 4 노선의 운영권을 낙찰받았다. 해당 패키지에는 RE 2 콧부스 - 베를린 - 비텐베르게 - 비스마르, RE 4 라테노 - 베를린 - 루트비히스펠데 - 위터보크 노선이 주 노선으로 포함되어 있으며, 이전에는 DB 레기오에서 운영했다. 부수 노선으로는 2011년 말부터 ODEG에서 운영하고 있었던 RB 33, RB 35, RB 51 노선이 포함되어 있다. 2012년 12월 9일에는 메클렌부르크포어포메른주에서 노이슈트렐리츠 - 미로 간 R 6 노선 운영을 중단했다.
2013년 12월 15일부터 과거의 경쟁사였던 오스트제란트 페어케어 GmbH(OLA)에서 운행했던 레나 - 슈베린 - 파르힘 노선의 운영권을 획득했다. 이 노선에는 과거에 사용했던 레기오셔틀 및 ODEG에서 과거에 운행하지 않았던 탈렌트 차량을 투입했다.
2014년 12월 시간표 개정에서는 과거에 운영했던 동부 브란덴부르크 노선 중 RB 25, RB 36, RB 60, RB 63 및 기타 RB 35, RB 63V 노선의 영업권을 니더바르님 철도에서 인수했다. 이전까지 베를린 리히텐베르크 - 프랑크푸르트 (오더) 구간을 운행했던 RB 60 노선은 에베르스발데를 기준으로 분할되어 베를린 - 에베르스발데 구간은 DB 레기오의 RB 24, 에베르스발데 - 프랑크푸르트 (오더) 구간은 RB 60이 되었다.
2014년 7월에는 라테노 - 슈텐달 간 RB 34 노선을 2015년 12월부터 3년간 운영한다고 발표했다. 과거에 바트 자로에 투입했던 레기오셔틀과 슈타들러 GTW 차량을 투입했다.
2015년 11월 19일 베를린 브란덴부르크 교통조합에서는 슈프레 나이세 노선의 신규 낙찰자로 ODEG를 선정했다. 낙찰 결과 라우지츠 지역의 RB 46과 OE 65 노선을 2018년부터 2030년 12월까지 운행하게 되었다. OE 64 및 OE 60V 노선은 새로운 계약에 포함되지 않았다. OE 60V 노선은 동부 작센 노선으로 넘어가고, OE 64 노선은 2017년 3월 31일 ZVON에서 다시 입찰에 부칠 계획이 있었다. 이들 노선은 슈프레 나이세 노선의 옵션으로 포함되어 있었기 때문에 ODEG는 이 노선의 운영권을 낙찰받게 되었다.
메클렌부르크포어포메른 교통공사에서는 긴급 조치로 2019년 12월부터 2년간 발트해 동부 노선(Teilnetz Ostseeküste-Ost)의 운영권을 ODEG에 부여했다. 해당 노선은 RE 9, RE 10 노선으로 로스토크에서 슈트랄준트를 경유하여 자스니츠, 빈츠, 취소를 운행하는 노선이다. 노선을 이전에 운영했던 DB 레기오는 운영권 부여에 반발하여 조달 법원에 소를 제기했지만 로스토크 고등 지방 법원에서는 운영권 부여가 합법적이라고 판결했다. 한편 2021년 12월부터 RB 15, RB 16, RB 75 노선을 포함하는 서부 메클렌부르크 노선(Netz Westmecklenburg)의 운영권을 ODEG에 부여했다. RB 16 노선은 ODEG의 위탁을 받아서 한제아티셰 철도(Hanseatische Eisenbahn GmbH)가 계속 운영한다.

### 현재 노선
2024년 12월 기준 운영 노선은 다음과 같다.
| 노선  | KBS      | 운행 구간 | 계약 기간               | 차량                                                                     |
| ----- | -------- | --- | ----------------------- | ------------------------------------------------------------------------ |
| RE 1  | 201      | 마그데부르크 - 브란덴부르크 - 포츠담 - 베를린 - 프랑크푸르트 (오더) - 아이젠휘텐슈타트 - 콧부스 브란덴부르크 – 포츠담 – 베를린 – 프랑크푸르트 (오데르) | 2022년 12월~2034년 12월 | 데지로 HC 4량 편성(평상시) 및 6량 편성 데지로 HC 8량 편성(4량 편성 병결) |
| RE 8  | 208      | 비스마르 - 슈베린 - 비텐베르게 - 나우엔 - 베를린 - BER 공항                                                                                            | 2022년 12월~2025년 12월 | 데지로 HC(4량) 및 슈타들러 KISS                                          |
| RE 8  |          | 베를린 - 바루트 - 엘스터베르다 / - 핀스터발데 | 2022년 12월~2025년 12월 | KISS                                                                     |
| RE 9  | 190      | 로스토크 - 리브니츠-담가르텐 - 펠가스트 - 슈트랄준트 - 베르겐 - 리초 - 자스니츠/ - 오스트제바트 빈츠                                                   | 2021년 12월~2034년 12월 | 데지로 ML                                                                |
| RE 10 | 190, 203 | 로스토크 - 리브니츠-담가르텐 - 펠가스트 - 슈트랄준트 - 그라이프스발트 - 취소                                                                           | 2021년 12월~2034년 12월 | 데지로 ML                                                                |
| RB 13 | 152      | 레나 - 가데부시 - 슈베린 - 크리비츠 - 파르힘 | 2022년 12월~2034년 12월 | 레기오셔틀                                                               |
| RB 14 | 172      | 하게노 슈타트 - 루트비히슬루스트 - 파르힘 | 2022년 12월~2034년 12월 | 레기오셔틀                                                               |
| RB 15 |          | 바렌 (뮈리츠) - 인젤슈타트 말호 (- 카로 (메클렌부르크) - 플라우 암 제)                                                                                 | 2019년 12월~2025년 12월 | 레기오셔틀                                                               |
| RB 16 |          | 노이슈트렐리츠 - 미로 (위탁으로 HANS에서 운행) | 2021년 12월~2025년 12월 | LVT/S                                                                    |
| RB 17 |          | 비스마르 - 슈베린 - 루트비히슬루스트 - 비텐베르게 | 2024년 12월~2034년 12월 | 데지로 HC(4량) / 슈타들러 KISS                                           |
| RB 18 |          | 슈베린 - 바트 클라이넨 (- 뷔초 - 로스토크) | 2024년 12월~2027년 12월 | 데지로 HC(4량) / 슈타들러 KISS                                           |
| RB 19 | 174      | 파르힘 - 뤼브츠 - 카로 (메클렌부르크) - 플라우 암 제 (계절편, 5월~8월)                                                                                 | 2020년 5월~2025년 8월   | 레기오셔틀                                                               |
| RB 33 | 209.33   | 포츠담 - 카푸트-겔토 - 벨리츠 슈타트 - 트로이엔브리첸 - 위터보크                                                                                       | 2022년 12월~2034년 12월 | 린트 54, GTW 2/6                                                         |
| RB 37 |          | 베를린-반제 - 미헨도르프 - 벨리츠 슈타트 | 2022년 12월~2034년 12월 | 린트 54                                                                  |
| RB 46 | 209.46   | 콧부스 - 포르스트 | 2018년 12월~2030년 12월 | 데지로                                                                   |
| RB 51 | 209.51   | 라테노 - 프리츠에르베 - 브란덴부르크 | 2022년 12월~2034년 12월 | 린트 54, GTW 2/6                                                         |
| RB 64 | 229      | 괴를리츠 - 니스키 - 호이어스베르다 | 2018년 12월~2030년 12월 | 레기오셔틀                                                               |
| RB 65 | 220      | 콧부스 - 괴를리츠 - 치타우 | 2018년 12월~2030년 12월 | 데지로                                                                   |

### 미래
VBB와의 운영권 계약으로 다음 노선을 ODEG에서 운영할 예정이다.
| 노선  | 운행 구간                                                                               | 계약 기간               | 차량(예정)                     |
| ----- | --------------------------------------------------------------------------------------- | ----------------------- | ------------------------------ |
| RE 8  | 비스마르 - 슈베린 - 비텐베르게 - 나우엔 - 베를린 - 바루트 - 엘스터베르다 / - 핀스터발데 | 2025년 12월~2034년 12월 | 데지로 HC(4량) / 슈타들러 KISS |
| RE 8V | 나우엔 - 베를린 - 뷘스도르프-발트슈타트                                                 | 2025년 12월~2034년 12월 | 데지로 HC(4량) / 슈타들러 KISS |

### 이전 노선
| 노선   | 운행 구간                                                                   | 운영 기간               | 비고                                                                                        |
| ------ | --------------------------------------------------------------------------- | ----------------------- | ------------------------------------------------------------------------------------------- |
| RE 2   | 비스마르 - 슈베린 - 비텐베르게 - 나우엔 - 베를린 - 뤼벤 - 뤼베나우 - 콧부스 | 2012년 12월~2022년 12월 | DB 레기오로 운영사 변경                                                                     |
| RE 4   | (슈텐달 -) 라테노 - 베를린 - 루트비히스펠데 - 위터보크                      | 2012년 12월~2022년 12월 | DB 레기오로 운영사 변경                                                                     |
| R 3    | 파르힘 - 카로 (메클렌부르크) - 인젤슈타트 말호                              | 2002년 12월~2014년 12월 | 메클렌부르크포어포메른주의 운영 취소 및 HANS로 사업자 변경                                  |
| R 3    | 바렌 (뮈리츠) - 인젤슈타트 말호                                             | 2002년 12월~2014년 12월 | DB 레기오로 운영사 변경                                                                     |
| R 3    | 노이슈트렐리츠 - 바렌 (뮈리츠)                                              | 2002년 12월~2014년 12월 | 메클렌부르크포어포메른주의 운영 취소                                                        |
| R 6    | 노이슈트렐리츠 - 미로                                                       | 2002년 12월~2012년 12월 | 메클렌부르크포어포메른주의 운영 취소 및 HANS로 사업자 변경                                  |
| RB 25  | 베를린-리히텐베르크 - 아렌스펠데 - 베르노이헨                               | 2004년 12월~2014년 12월 | NEB로 운영사 변경                                                                           |
| RB 25  | 베르노이헨 - 티펜제                                                         | 2004년 12월~2006년 12월 | 브란덴부르크주의 운영 취소                                                                  |
| RB 34  | 슈텐달 - 쇤하우젠 - 라테노                                                  | 2015년 12월~2018년 12월 | HANS로 운영사 변경                                                                          |
| RB 35  | 퓌르스텐발데 (슈프레) - 바트 자로 클리니쿰                                  | 2007년 12월~2014년 12월 | NEB로 운영사 변경                                                                           |
| RB 36  | 베를린 리히텐베르크 - 베스코 - 프랑크푸르트 (오데르)                        | 2004년 12월~2014년 12월 | NEB로 운영사 변경                                                                           |
| RB 41  | 뤼벤 - 뤼베나우 - 콧부스                                                    | 2018년 12월~2020년 12월 | 브란덴부르크주의 운영 취소, 버스 대체 수송                                                  |
| RB 60  | 베를린 리히텐베르크 - 에베르스발데 - 프랑크푸르트 (오더)                    | 2004년 12월~2014년 12월 | 운영사 변경(DB: 베를린 리히텐베르크 - 에베르스발데, NEB: 에베르스발데 - 프랑크푸르트 (오더) |
| RB 60V | 괴를리츠 - 바우첸 - 비쇼프스베르다                                          | 2008년 12월~2019년 12월 | Trilex로 운영사 변경                                                                        |
| RB 63  | 에베르스발데 - 요아힘스탈                                                   | 2004년 12월~2014년 12월 | NEB로 운영사 변경                                                                           |
| RB 63  | 요아힘스탈 - 템플린                                                         | 2004년 12월~2006년 12월 | 브란덴부르크주의 운영 취소                                                                  |
| RB 63V | 에베르스발데 - 프렌츨라우                                                   | 2011년 1월~2014년 12월  | NEB로 운영사 변경                                                                           |

## 차량

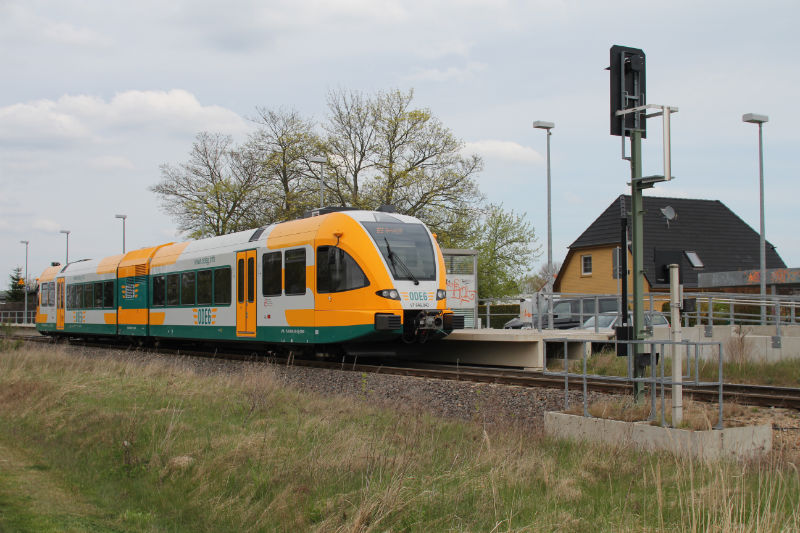
RB 51을 운행하는 슈타들러 GTW

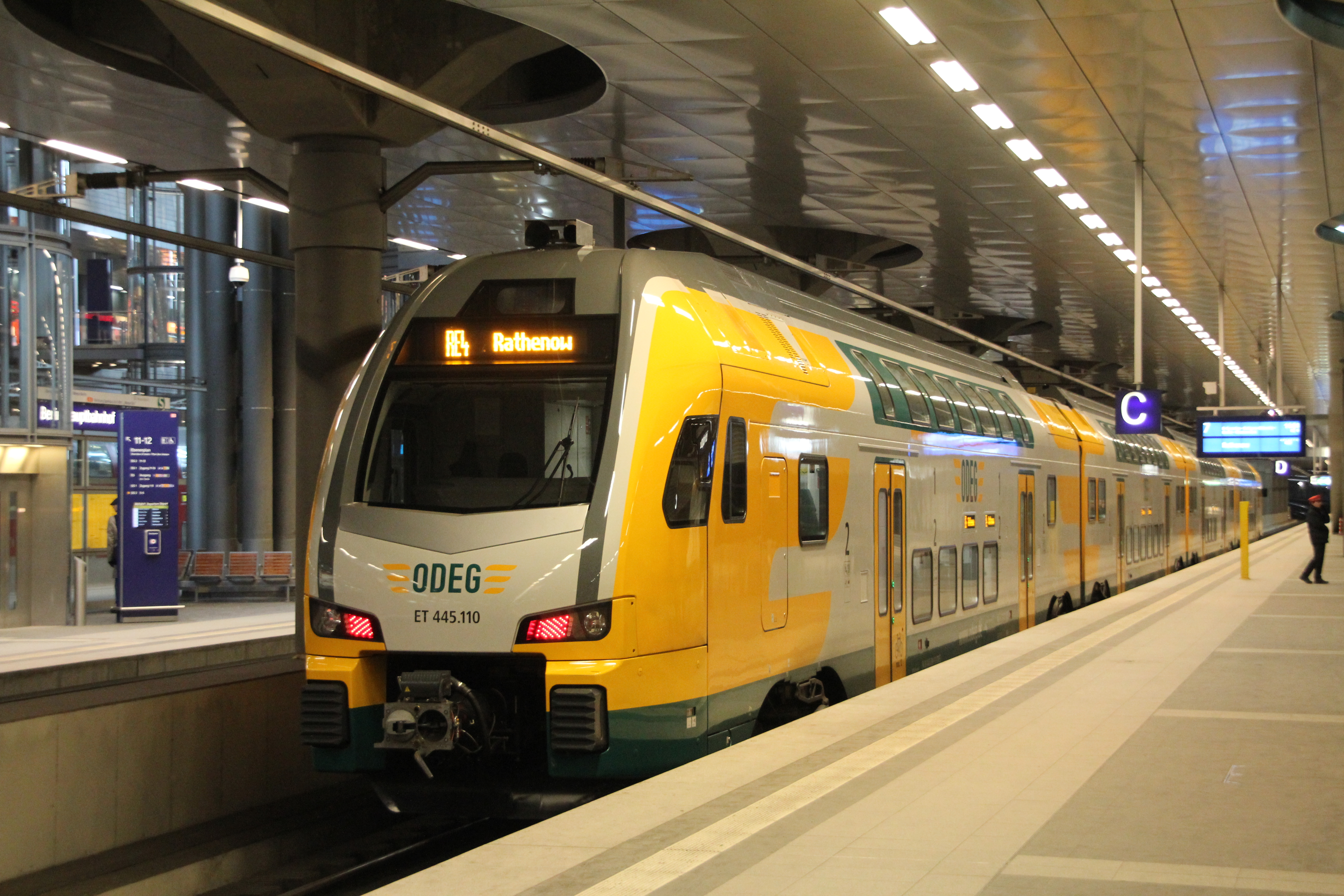
베를린 중앙역 지하의 슈타들러 KISS

### 현재 차량
ODEG는 설립 이후 슈타들러 레기오셔틀(RS 1) 차량을 사용했다. 메클렌부르크 지역에서는 총 7편성(VT 650.86-VT 650.92)이 운행 중이다. 브란덴부르크로 운영을 확장하면서 RS 1 25편성(VT 650.58-VT 650.82)을 구매했다. 모든 차량은 베를린 빌헬름스루의 슈타들러 공장에서 제조되었으며 모회사인 네티네라 및 BeNEX를 통해서 조달했다. 브란덴부르크 운행 차량은 베를린 리히텐베르크, 베스코, 에베르스발데에 배속되어 있다.
RS 1 2편성(VT 650.71 및 VT 650.72)은 베를린 브란덴부르크 교통조합에서 운영을 취소한 후 리히텐펠스 (바이에른)으로 2006년 12월 이전되었으며, 관계사인 포크트란트 철도에서 운행을 시작했다. 이 중 1편성은 2007년 말에 시작된 퓌르스텐발데/슈프레 - 바트 자로 구간 운행을 위해서 베를린으로 되돌아왔다.
라우지츠 노선 운영을 위해서 2007년에 RS 1 3편성(VT 650.83-VT 650.85)을 주문했고 2009년 5월 초에 납입되었다. 모회사인 BeNEX는 지멘스에 데지로 6편성을 1600만 유로에 주문했다. 또한 브란덴부르크 지역에서 운행했던 RS 1 2편성이 괴를리츠로 이전되었다.
2011년 말부터 2012년에 베를린 브란덴부르크 지역 노선 운행을 위하여 2009년 12월 슈타들러에 4량 편성 KISS 차량 16편성, 레기오셔틀 1편성, 2량 편성 디젤 동차 6편성을 주문했다. 그러나 슈타들러 KISS의 형식 승인 문제로 인하여 계획했던 2012년 말에 레기오날엑스프레스 노선 운행을 시작할 수 없었다. 최초의 KISS 차량은 2013년 1월에 반입되어 RE 4 노선에서 운행을 시작했고, 2013년 5월이 되어서야 자체 차량으로 노선 운행을 할 수 있었다. RE 2 노선에는 DB AG 소유의 2층 객차를 투입했고, RE 4 노선 운행 시작 직후에는 오스트리아에서 운행했던 시티 셔틀 객차와 오이로엑스프레스(EuroExpress)의 Bm 객차를 투입했다. 운행 시간을 맞추기 위해서 RE 2 노선은 브레딘역(2시간 배차) 및 브란트역(출퇴근 시간대)에 일부 열차만 정차했다. 마지막 KISS 편성(0445 115)은 2013년 7월 16일 반입되었고 8월 17일 공개 행사에서 에베르스발데라는 별명이 붙었다.
2020년 오스트리아 연방 철도와의 공동 구매로 데지로 ML의 파생형인 4746형 철도 차량을 인도받았다. 2019년 12월부터 로스토크 동부의 RE 9, RE 10 노선을 운행하기 위해서 오스트리아 연방 철도 소유 4746 차량을 2020년 3월까지 임대했다. 당초에는 오스트리아에서 사용했던 것과 같은 3량 편성이었으나, 2021년에 4량 편성으로 증결되었고 증결된 부분에는 1등석이 포함되어 있다. 차량은 알파 트레인스에서 리스하였다.

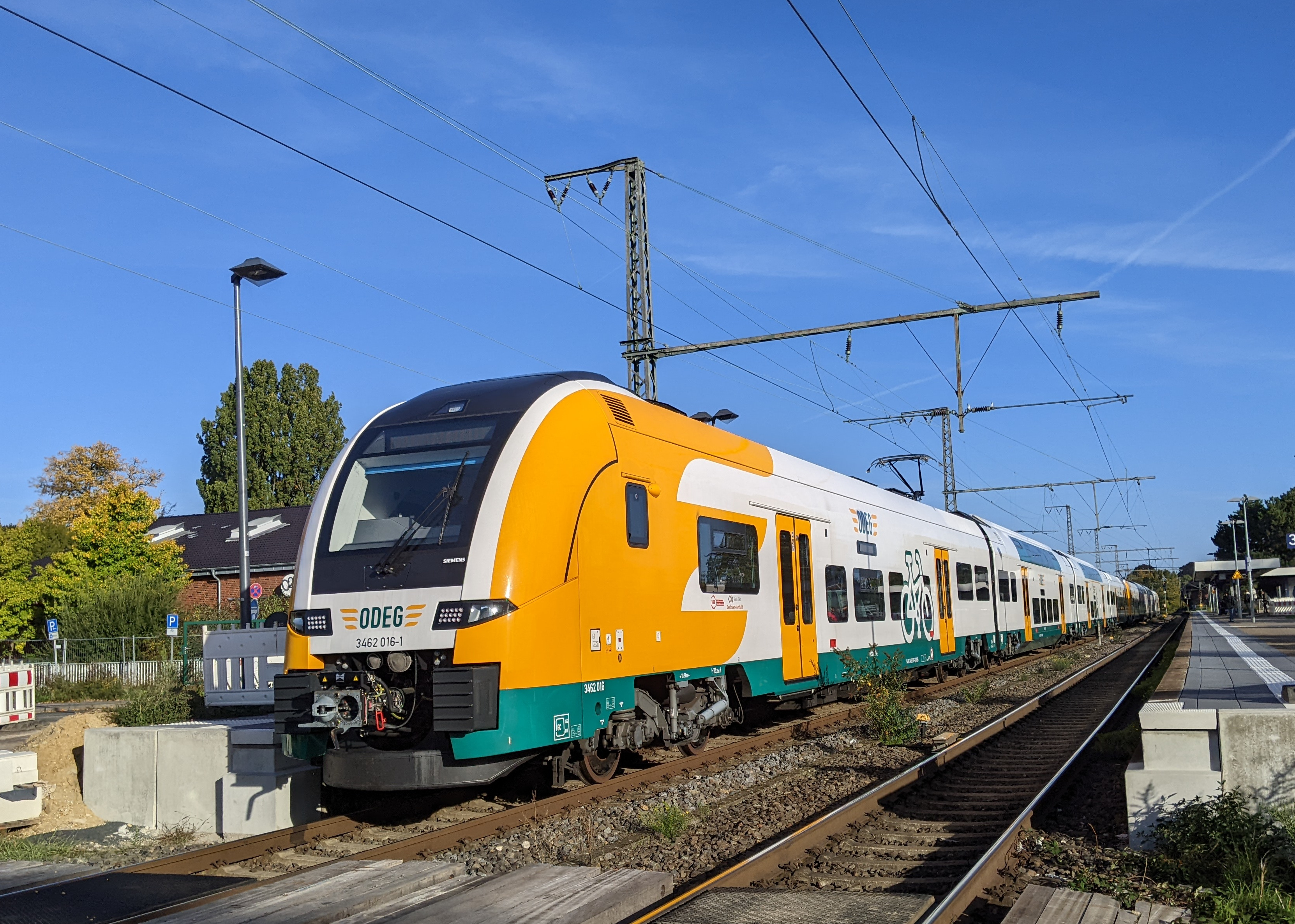
라이트 중앙역에 있는 ODEG 소속 지멘스 데지로 HC

2022년 12월부터 엘베 슈프레 노선(Elbe-Spree-Netz)의 패키지 1과 4 운행을 위해서 지멘스에 37편성의 차량을 주문했다. 이들은 데지로 HC의 4량과 6량 편성이다. 편성의 양쪽 선두차는 동력차이며, 중간차는 2층 객차 2량 또는 4량이 연결된다. 2022년 12월까지는 데지로 HC 6량 편성을 4량 2편성으로 전환할 수 있는 옵션이 있었다. 2021년 봄 VBB에서 옵션을 일부 사용했고 6량 편성 6편성을 4량 편성 12편성으로 확장했다. 그 결과 ODEG는 6량 15편성과 4량 14편성을 보유하게 되었다.
기존의 슈타들러 KISS 16편성이 2022년부터 개수되었다. 선두차에 있었던 1등석을 중간차로 이전하고 데지로 HC의 1등석과 유사한 사양으로 개수했다. 내부 시설과 화장실을 개수했고 외부 도색을 다시 칠했다.
비전철화 구간 운행을 위해서 2023년 2월부터 알스톰 코라디아 린트 54 8편성을 도입하여 기존에 사용했던 차령 10년 가량의 슈타들러 GTW를 대체할 예정이다. 2023년 6월 6일부터 슈타들러 GTW의 운행이 중단되었으나, 코라디아 린트 54 차량의 기술적 문제 및 에어컨 불량으로 인하여 2023년 7월 12일부터 운행이 중단되고 슈타들러 GTW가 다시 투입되었다.

### 개요
| 제조사          | 유형            | 형식 번호 | 편성 수                |
| --------------- | --------------- | --------- | ---------------------- |
| 슈타들러        | 레기오셔틀 RS 1 | BR 650    | 14                     |
| 지멘스          | 데지로 클래식   | BR 642    | 6                      |
| 슈타들러        | GTW 2/6         | BR 646    | 6                      |
| 슈타들러        | KISS            | BR 445    | 16                     |
| 지멘스 모빌리티 | 데지로 ML       | BR 4746   | 7                      |
| 지멘스 모빌리티 | 데지로 HC       | BR 3462   | 4량 14편성, 6량 15편성 |
| 알스톰          | 린트 54         | BR 1622   | 8                      |
| 2025년 현재     |                 |           |                        |

## ODIG
ODIG(Ostdeutsche Instandhaltungsgesellschaft mbH)는 2005년에 설립된 전액 출자한 자회사이다. 에베르스발데(2005년), 파르힘(2002년), 괴를리츠(2008년, 과거 독일국영철도 소유 사업소)에서 ODEG 차량의 유지 관리를 담당하고 있다. 2011년 슈타들러 KISS 2층 전동차 관리를 위해서 에베르스발데의 유지보수 작업장을 42 m에서 151 m로 확장했다. 괴를리츠에서는 Trilex 소속 차량도 관리한다.